# Chlodio
Chlodio, Chlojo eller Chlogio, född omkring 392 eller 395, död 445, 447, 448 eller 449, var den förste kungen över de saliska frankerna som hörde till den merovingiska ätten.  Han regerade 426–447 och efterträddes av Merovech, möjligen hans son. Enligt legendariska uppgifter ska hans far vara hertig av Pharamond och hans mor dennes hustru Argotta från Thüringen. Hans farfar ska enligt samma legend vara Marcomer, en frankisk hertig.
Det finns egentligen bara två skrivna källor som nämner Chlodio: Gregorius av Tours och Sidonius Apollinaris.
Chlodio sägs ha levat i Dispargum, ett namn som snarare kan associeras med ett slott än en by. Omkring 431 invaderade han området kring Artois men besegrades nära Hesdin av Aëtius, Roms militära befälhavare i Gallien. Chlodio omgrupperade dock sina styrkor och lyckades inta staden Cameracum och senare hela området öster om floden Somme där han gjorde Tournai till sin huvudstad.
Chlodios aggressiva erövringspolitik fortsattes av de frankiska kungar som efterträdde honom, och deras rike expanderade under århundraden för att till slut forma sig till det som idag är Frankrike.